# Iouri Grymov
Iouri Viatcheslavovitch Grymov (en russe : Ю́рий Вячесла́вович Гры́мов), né le 6 juillet 1965 à Moscou, est un réalisateur, producteur de cinéma et animateur de télévision soviétique russe.

## Biographie
Grymov commence sa carrière dans la publicité en 1988, et réalise plusieurs dizaines de vidéo-clip.
En 1998, sort son premier long métrage, une libre adaptation cinématographique de la nouvelle Moumou d'Ivan Tourgueniev, l'histoire d'un petit chien noyé par son maître esclave d'une riche propriétaire dont il exécute la volonté. Le film est projeté lors du Festival du cinéma russe à Honfleur.
Grymov offre à cette occasion, avec son collègue cinéaste Vladimir Tsesler, un bronze de ce personnage animal à la ville de Honfleur. La statue, placée dans la fontaine du jardin public, est volée en 2011.
Entre 2009 et 2010, il anime sur la chaîne russe ТНТ-Music une émission de divertissement Bolchaïa ryba [Le Grand poisson], lors de laquelle il cuisine un plat de poisson pour le partager ensuite avec son invité, généralement une personnalité du monde du cinéma.
En 2013, il devient producteur général de la chaîne de télévision russe indépendante Dojd.

## Filmographie
- 1998 : Moumou (Му-му)
- 2001 : Le Collectionneur (ru) (Коллекционер)
- 2001 : Le Cas du docteur Koukotski (ru) (Казус Кукоцкого), série télévisée
- 2008 : Aliens (ru) (Чужие)
- 2010 : À tâtons (ru) (На ощупь)
- 2017 : Trois sœurs (ru) (Три сестры)